# Marie Pérennou
Marie Pérennou, nascuda el 1946, és directora, guionista , directora de fotografia i fotògrafa francesa. Marie Pérennou és biòloga de formació.

## Filmografia en col·laboració ambClaude Nuridsany
- 1996 : Microcosmos : Le Peuple de l'herbe
- 2004 : Genesis
- 2011 : La Clé des Champs

## Distincions
- 1976 : Premi Niépce, amb Claude Nuridsany i Eddie Kuligowski.
- 1992 : Premi Especial de la Fundació Gan per al Cinema, amb Claude Nuridsany, per Microcosmos
- 1996 : Al Festival de Canes, va guanyar el Gran Premi Tècnic per Microcosmos[2]
- 1997 : A la 22a cerimònia dels Premis César, va guanyar el César a la millor fotografia per Microcosmos[3]

## Publicacions
- Claude Nuridsany. Photographier la nature : de la loupe au microscope : texte et photographies.  París: Hachette, 1975. ISBN 978-2-01-001009-5.
- Insecte, Éditions La Noria, 1980
- La Planète des insectes, Éditions Arthaud, 1983
- Microcosmos, le peuple de l'herbe, Éditions de La Martinière, 1996
- Claude Nuridsany. La Métamorphose des fleurs.  París: Editions de la Martinière, 1997. ISBN 978-2-7324-2351-7.